# Квятковский, Александр Павлович
Алекса́ндр Па́влович Квятко́вский (1888—1968) — русский советский литературовед, теоретик стиха, поэт, участник движения конструктивистов.

## Биография
Родился 22 апреля (4 мая) в селе Веремейки Чериковского уезда Могилёвской губернии. Отец — Павел Фёдорович Квятковский, сельский священник. Мать — Клавдия Матвеевна Квятковская. Родители умерли от холеры в 1919 году.
В 1911 г. поступил на словесно-исторический факультет Санкт-Петербургского психоневрологического института. Курс литературы вел известный философ, филолог и писатель К. Ф. Жаков, «зырянский Рерих». Под его влиянием А. П. Квятковский стал писать стихи и заниматься литературной теорией. В 1912 г. за участие в студенческой демонстрации провел два месяца в тюрьме (в «Крестах»). В 1913 г. снова попал туда за попытку перейти через финскую границу в Норвегию. В 1914—1915 годах входил в институтский кружок «Академия поэтов», в который входили поэты Г. В. Маслов, Вс. А. Рождественский, Ю. Н. Верховский и студенты института Н. А. Адуев, Л. М. Рейснер. Здесь же он познакомился с поэтами Ф. Сологубом и С. Городецким. В 1916 г. из студентов был мобилизован в армию. Служил рядовым в Царском селе, в 1918 г. демобилизован — как бывший народный учитель.
В 1918, спасаясь от голода, переехал к родителям жены в Барнаул, где в 1919 был мобилизован в армию А. В. Колчака. Через несколько месяцев бежал в Красноярск, где присоединился к восставшему полку. В 1920—1921 литературный сотрудник барнаульских газет и журналов. Тогда же в барнаульских журналах «Сибирский рассвет», «Сноп» и в газетах состоялся поэтический дебют Квятковского. В 1921 году, переехав вместе с семьёй в Москву, работал сотрудником в ряде столичных газет и журналов. В 1925 вместе со своим давним другом поэтом и драматургом Н. Адуевым вошёл в литературную группу конструктивистов, основанную И. Сельвинским, К. Зелинским и А. Чичериным.
В 1933 г. арестован по доносу, провёл два месяца в Бутырке и затем отправлен в административную ссылку в зону строительства Беломорканала. Работал вольнонаёмным литературным сотрудником в местных газетах и журналах. В 1937 возвратился из ссылки в Москву, но устроиться на постоянную работу Квятковскому было очень трудно. В итоге удалось возобновить эпизодическое сотрудничество в журналах «Литературная учёба» и «Литературный критик» и публиковать в них теоретические статьи. С 1920-х годов Квятковский разрабатывал «тактометрическую» теорию стиха, ввёл понятие «тактовик». Теоретические взгляды Квятковского высоко ценил Андрей Белый. В 1940 вышел авторский «Словарь поэтических терминов» под редакцией С. М. Бонди, отразивший его концепцию русского стихосложения.
Военные годы Квятковский, который не мог быть призван в армию по возрасту, провел с семьёй в Москве. Был начальником пожарной охраны МИСИ, состоял литсотрудником отдела Франции и Ближнего Востока Совинформбюро.
В 1948—1949 гг. работал над рукописью «Литературного словаря», но Гослитиздат разорвал договор из-за начавшейся в это время идеологической кампании «борьбы с формализмом». Книга могла быть издана только в период «оттепели» в 1966 году под названием «Поэтический словарь» под редакцией И. Б. Роднянской.
Конец 40-х и пятидесятые годы были трудным временем для ученого, носившего ярлык репрессированного, идеологически неблагонадёжного, человека из «чёрного списка». Он был лишён постоянной работы, возможности регулярно публиковаться в литературных и научных изданиях. В эти годы его связывают тесные творческие и дружеские связи с Г. А. Шенгели, с непризнанным тогда поэтом Георгием Оболдуевым и его женой, поэтом и переводчицей Еленой Благининой. Не терял он контактов и со старыми соратниками по литературному конструктивизму — К. Зелинским, И. Сельвинским, Н. Адуевым.
Лишь в 1958 году он был принят в Союз журналистов, а с потеплением обстановки и в Союз писателей — в 1964 г.
В сферу интересов Квятковского входили не только музыка и живопись, что соприкасалось с его профессиональными занятиями литератора и стиховеда, но и кристаллография и техника. Ему принадлежит идея летательного аппарата с винтом, помещённым в трубу, и с убирающимися крыльями, которая в сороковые годы была оценена Наркоматом Авиационной промышленности как правильная, но была отвергнута как трудно осуществимая.
7 июня 1968 года А. П. Квятковский скончался в Москве, почти полностью успев завершить работу над последней и главной книгой. Похоронен на Новодевичьем кладбище.
Основной труд его жизни, «Ритмология русского стиха», так и не был издан в советское время, несмотря на обращения С. М. Бонди, Д. С. Лихачёва, В. Б. Шкловского и других к академику-секретарю АН СССР, всесильному тогда функционеру М. Б. Храпченко. Книга появилась в свет только в 2008 году в Санкт-Петербурге.

## Семья
Первый брак с А. В. Чуклиной, студенткой психоневрологического института, дети Сусанна, Алла. Умерли в младенчестве от скарлатины.
Второй брак с Е. Я. Неменской (с 1930 г.), в котором родились сыновья Ярослав (1931-), издатель и биограф отца, дочь Наташа (умерла во младенчестве) и сын Владимир, художник (1937—1971).

## Труды
- Словарь поэтических терминов. / Ред. С. М. Бонди. — М., изд. иностр. и нац. словарей, 1940. — 240 с., 15 000 экз.
- Поэтический словарь / Науч. ред. И. Роднянская. — М.: Сов. Энцикл., 1966. — 376 с., 150 000 экз.
- Ритмология. СПб.: 2008.